# Holnon
Holnon es una comuna francesa situada en el departamento de Aisne, de la región de Alta Francia.

## Geografía
Está ubicada a 5 km al oeste de San Quintín.

## Demografía
| 409 | 414 | 1 231 | 1 216 | 1 199 | 1 334 | 1 374 | 1 413 |
| Para los censos de 1962 a 1999 la población legal corresponde a la población sin duplicidades (Fuente: INSEE [Consultar]) |     |       |       |       |       |       |       |